# Cyclea scyphigera
Cyclea scyphigera là một loài thực vật có hoa trong họ Biển bức cát. Loài này được Suess. & Heine mô tả khoa học đầu tiên năm 1950.